# Kikuo Wada
Kikuo Wada (Niigata, Japón, 1 de marzo de 1951-8 de mayo de 2025) fue un deportista japonés especialista en lucha libre olímpica donde llegó a ser subcampeón olímpico en Múnich 1972.

## Carrera deportiva
En los Juegos Olímpicos de 1972 celebrados en Múnich ganó la medalla de plata en lucha libre olímpica de pesos de hasta 68 kg, tras el luchador estadounidense Danny Gable y por delante del soviético Ruslan Ashuraliyev (bronce).